# Чебоксары (хоккейный клуб)
«Чебоксары» — хоккейный клуб из города Чебоксары. Основан в 2016 году. С сезона 2016/17 выступает в Первенстве ВХЛ.В 2022 году прекратил своё существование

## История клуба

### Предыстория
Новочебоксарский «Сокол» с начала сезона-2015/16 стал проводить домашние матчи в Чебоксарах, в новом ледовом дворце «Чебоксары-Арена». С этого момента новочебоксарские болельщики начали опасаться, что вскоре их окончательно лишат любимой команды. 12 июля 2016 года по инициативе Главы Чувашской Республики Михаила Игнатьева и при поддержке руководства города Чебоксары принято решение о создании муниципальной хоккейной команды в Чебоксарах. Как при этом было заявлено, новый хоккейный клуб был создан на базе ДЮСШ «Спартак» (для детей 5-6 лет) и перенимал лучшие традиции чувашской хоккейной школы. Новый клуб заменил «Сокол» в Первенстве ВХЛ. Руководством «Чебоксар» особенно подчёркивалось, что команда является абсолютно новой и не является преемником «Сокола». Потерявший команду мастеров, представлявшую чувашский хоккей в чемпионатах страны на протяжении 40 лет, «Сокол» был вынужден заявиться в чемпионат Чувашии.
Несмотря на то, что большинство болельщиков выступали за сохранение старого названия «Сокол» у вновь созданного клуба, 29 июля 2016 года команда получила новое название — «Чебоксары». Основными цветами клуба стали цвета герба города Чебоксары: синий и белый, с элементами красного, а на его эмблеме был помещён богатырь.

### Участие в Первенстве ВХЛ
В первой половине сентября 2016 года команда выступила на предсезонном турнире в Тамбове. 17 сентября команда дебютировала в первенстве ВХЛ, обыграв в Нижнем Тагиле «Юниор-Спутник» со счётом 6:4. В сезоне-2016/17 команда заняла 7-е место в таблице гладкого чемпионата, а в первом раунде плей-офф проиграла «Мордовии» со счётом 0-3.
В первом сезоне (2016/2017) команда заняла 7-е место из 10 участников, выиграв 23 матча из 54 с разницей шайб 153/154 и набрав 74 очка. На этапе плей-офф клуб в 3-х матчах уступил в четвертьфинале саранской «Мордовии».
Сезон 2017/2018 ХК «Чебоксары» завершил с серебряными медалями, в финале уступив Кубок федерации ХК «Тамбов».
Тренер ХК «Чебоксары» Сергей Нуржанов был признан лучшим в сезоне.
Сезон 2018/2019 команда стартовала с выигрыша предсезонного турнира.
Регулярное первенство команда завершила на третьем месте среди девяти команд. В матчах плей-офф, пройдя, до 1/4 финала, ХК «Чебоксары» уступил в упорной борьбе ХК «Мордовия», заняв третье место. Денис Мотошин был признан лучшим вратарем сезона.
В сезоне 2019/20 на пост главного тренера был назначен Александр Владимирович Протапович.
В марте 2022 г. команду фактически расформировали, её покинули все игроки, тренерский и административный штаб.

## Ледовый дворец
Домашней ареной для клуба является Ледовый дворец «Чебоксары-Арена» вместимостью 7500 зрителей. Помимо матчей ХК «Чебоксары» первенства высшей хоккейной лиги, принимает тренировки и соревнования по хоккею среди команд любительских лиг.

## Руководство
- Президент —  Ладыков Алексей Олегович
- Спортивный директор —  Малов Александр Евгеньевич
- Начальник команды —  Марова Ксения Андреевна

## Тренерский штаб
- Главный тренер —  Протапович Александр Владимирович
- Тренер —  Орлов Сергей Валерьевич
- Тренер вратарей —  Трофимов Алексей Владимирович
- Врач команды —  Федотов Александр Анатольевич